# Theodor Landgrebe
Ludwig August Theodor Landgrebe (* 6. April 1836 in Gudensberg; † 12. Februar 1899 in Gera) war ein deutscher Kaufmann und Politiker.

## Leben
Landgrebe war der Sohn des Pfarrers Heinrich Wilhelm Landgrebe aus Vaake und dessen Ehefrau Sophie geborene Seifert. Er war evangelisch-lutherischer Konfession und heiratete am 24. April 1858 in Leumnitz in erster Ehe Urbania Rosalie Wilhelmine Pitschel (* 25. Mai 1835 in Leumnitz; † 10. Dezember 1871 in Gera), die Tochter des Schullehrers Carl Christian Wilhelm Pitschel in Leumnitz. Am 3. März 1874 heiratete er in Gera in zweiter Ehe Rosa Auguste Krug (* 10. November 1848 in Zwickau), die Tochter des Baurates Adolf Krug in Gera.
Landgrebe lebte als Kaufmann in Vaake. 1864 erwarb er die Bürgerrechte in Gera und eröffnete dort gemeinsam mit Hermann Pitschel ein Baumwollwarengeschäft. Später war er Buchhalter bei der „Fa. Vogel & Carner“ in Gera.
Landgrebe war Mitglied der NLP und dort politisch Teil des linken Flügels. Er war Mitglied im Gemeinderat der Stadt Gera. Vom 24. November 1868 bis zum 27. September 1877 war er Abgeordneter im Landtag Reuß jüngerer Linie. Dort war er vom 25. November 1875 bis zum 27. September 1877 Schriftführer im Landtag.